# Reiu
Reiu (tyska: Reidenhof) är en by (estniska: küla) i Häädemeeste kommun i landskapet Pärnumaa i sydvästra Estland. Byn ligger vid Riksväg 4 (Europaväg 67), mellan ån Reiu jõgi och Rigabukten, direkt söder om staden Pärnu. Byn är den nordligaste i Häädemeeste kommun.
I södra delen av byn ligger temaparken Lottemaa (Lotteland).
I kyrkligt hänseende hör byn till Pärnu Elisabets församling inom den Estniska evangelisk-lutherska kyrkan.